# Zemen Knoll
Der Zemen Knoll (englisch; bulgarisch Земенска могила Semenska mogila) ist ein 453 m hoher Berg auf der Livingston-Insel im Archipel der Südlichen Shetlandinseln. In den Vidin Heights ragt er 0,32 km nördlich des Radnevo Peak, 0,84 km südwestlich des Miziya Peak und 1,6 km westlich des Ahtopol Peak auf.
Bulgarische Wissenschaftler nahmen zwischen 2004 und 2005 Vermessungen vor und benannten ihn. Namensgeber ist die Stadt Semen im Westen Bulgariens.